# Аллабогданит
Аллабогдани́т (англ. Allabogdanite) — очень редкий фосфидный минерал, диморфен с баррингеритом. Минерал назван в честь Аллы Николаевны Богдановой (1947-2004), кристаллографа из Геологического института Кольского НЦ РАН, за её вклад в изучение новых минералов.

## Описание
Формула: (Fe, Ni)2P (фосфид железа-никеля). Сингония ромбическая. Пластинчатые кристаллы до 0,01 × 0,1 × 0,4 мм, обычно сдвойникованные.

## Где обнаружен
Найден в 1997 году в железном метеорите Онелло в золотоносных аллювиальных отложениях реки Большой Долгучан, притока реки Онелло, бассейн реки Алдан, Восточная Якутия. Ассоциирует с никельфосфидом, шрейберзитом, аваруитом, графитом.
В июне 2021 года был также обнаружен в окрестностях Мертвого моря.